# Biuma
Biuma (Biyuma), também conhecido como Aiuma (Ayuma), Adioma (Adyoma), Aioma (Ayoma), Haioma (Hayoma), Haiomami (Hayomami) e Uaiama (Wayama), foi um maí (rei) do Império de Canem da dinastia dugua ou Bani Ducu e governou de ca. 987 a 1007. Foi antecedido por seu pai Caturi e sucedido por seu filho Bulu.

## Vida
Biuma era um senhor canúri que segundo informantes do explorador alemão do século XIX Heinrich Barth, foi o primeiro a governar sobre o território de Canem propriamente. Era filho de Caturi e de sua esposa Tumaiu, filha de Macanci (Makamsi) da tribo Banu Galga dos habaxes. Ele morreu em Tatamu, ao norte do lago Chade segundo o imame Amade ibne Furtua, ou em Tatalu.